# Bare (kanton sarajewski)
Bare – wieś w Bośni i Hercegowinie, w Federacji Bośni i Hercegowiny, w kantonie sarajewskim, w gminie Hadžići. W 2013 roku liczyła 2 mieszkańców – Boszniaków.